# Head Injury Criterion
Das Head Injury Criterion (kurz: HIC, in deutscher Literatur manchmal auch: HIC-Wert, Kopf-Verletzungs-Faktor oder Kopfbelastungswert) ist ein Kriterium zur Bewertung von beschleunigungsbedingten Kopfverletzungen z. B. durch einen Fahrzeugunfall. Der dimensionslose Wert ermöglicht einen Vergleich der Insassensicherheit verschiedener Fahrzeugmodelle. 

## Historisches
Aus Crashtestversuchen mit Leichen weiß man, dass sich die Schwere einer Verletzung nicht immer mit den Maxima der Belastung am Messort, also zum Beispiel der am Kopf gemessenen, aufprallinduzierten Beschleunigung, korrelieren lässt. Um dennoch Zusammenhänge zwischen Belastung und induzierter Verletzung beschreiben, vor allem auch vergleichen zu können, wurden abgeleitete Größen definiert. Eine dieser Größen ist das Head Injury Criterion. Es ist der normierte Integralwert der Kopfbeschleunigung. 
In Abhängigkeit vom beobachteten Zeitintervall – 15 oder 36 ms – wird zur genaueren Unterscheidung oft auch der HIC15- bzw. der HIC36-Wert angegeben.
Das Head Injury Criterion berechnet sich wie folgt:
{\displaystyle HIC=\max _{t_{1},t_{2}}{\bigg \{}(t_{2}-t_{1})\cdot {\bigg [}{\frac {1}{t_{2}-t_{1}}}\int _{t_{1}}^{t_{2}}a(t)dt{\bigg ]}^{2.5}{\bigg \}}}
Dabei sind a die resultierende Kopfbeschleunigung in g (also Vielfaches der Erdbeschleunigung), t1 und t2 das betrachtete Zeitintervall.

## Heute
Das Head Injury Criterion wird unter standardisierten Bedingungen gemessen.
So müssen in den USA zugelassene Fahrzeuge zum Beispiel die FMVSS 201 bzw. 201u erfüllen. Diese Sicherheitsvorschrift für Innenraumkomponenten gibt es seit den 1990er-Jahren. Die Bewertung erfolgt anhand des FMH-Tests (Free-Motion-Head). Dabei werden verschiedene Innenraumoberflächen mit einem freifliegenden Aluminiumkopf beschossen. Diese Kopfform ist mit Gummi beschichtet und wiegt 4,54 kg. Er muss laut Versuchsvorschrift mit der vorderen Stirnplatte und einer Geschwindigkeit von 24,1 km/h auf die zu testende Oberfläche prallen. 
Seit dem 1. Oktober 2005 ist in der EU für alle neu zugelassenen Fahrzeuge ein Versuch vorgeschrieben, um das Verletzungsrisiko von Fußgängern und Fahrradfahrern beim Zusammenstoß mit einem Personenkraftwagen zu verringern. Bei diesem Test wird ein 3,5 kg schwerer Kopf-Dummy mit einer Geschwindigkeit von 35 km/h auf die Motorhaube geschossen.
Für die meisten Tests ist der Grenzwert des Head Injury Criterion auf 1000 festgelegt. Ein Vergleich mit realen Verletzungen hat gezeigt, dass bei diesem Grenzwert eine nach AIS-Stufe 3 (Abbreviated Injury Scale) einzuordnende Verletzung mit einer Wahrscheinlichkeit von 0,5 (50 %) auftritt. Eine Verletzung nach AIS-Stufe 3 bedeutet eine ernste Verletzung, zum Beispiel eine Gehirnerschütterung mit einer Bewusstlosigkeit von unter 1 Stunde oder der Verlust eines Auges. 
Liegt das HIC bei 800, beträgt die Wahrscheinlichkeit weniger schwer verletzt zu werden 0,9. Ein HIC von 1300 heißt umgekehrt, dass in 55 % der Fälle eine noch schwerwiegendere Verletzung auftritt.
Ein HIC36 von 1000 bedeutet umgerechnet eine mittlere Kopfbeschleunigung von 60g.
Anstelle von experimentellen Messungen werden HIC-Werte heute oft auch mit Hilfe von Simulationsprogrammen berechnet. Sein Nutzen wird jedoch mittlerweile kontrovers diskutiert, da die bei Crashtests mit Dummys beobachteten Verletzungswerte sich nicht immer mit den Verletzungen bei realen Verkehrsunfällen decken.
Der HIC-Wert wird nicht nur in der Fahrzeugsicherheit verwendet, sondern überall, wo die Schwere einer Kopfverletzung abgeschätzt werden muss. Auch bei der Sicherheitsprüfung von Flugzeugsitzen dient er als Referenzwert.